# گورستان هیتانیمی
گورستان هیتانیمی (انگلیسی: Hietaniemi Cemetery)، (فنلاندی: Hietaniemen hautausmaa, سوئدی: Sandudds begravningsplats) در محله لاپین‌لاهتی در منطقه تولو در ضلع غربی هلسینکی، پایتخت فنلاند واقع شده‌است. این گورستان نه همیشه اما عمدتاً برای تشریفات دفن از سوی دولت فنلاند استفاده می‌شود.

## پیشینه
بخش بزرگ این گورستان به‌طور غیررسمی گورستان نظامی نامیده می‌شود و به مقبرهٔ سربازان فنلاندی که در ۴ نبرد شامل جنگ مقابل نیروهای ارتش سرخ شوروی و آلمان نازی، جنگ زمستان، جنگ پس‌آیند و نبرد لاپلند کشته شده‌اند اختصاص یافته‌است. در مرکز این گورستان نظامی مقبره‌های سربازان گمنام و قبر فیلد مارشال کارل گوستاف امیل مانرهایم قرار دارد. بخش‌های قابل توجه دیگر این گورستان، مقبره‌های مربوط به تفنگداران دریایی گارد فنلاند، بخش مخصوص دفن هنرمندان با نام رسمی تپه هنرمندان است. در این محل ۲ نمازخانه لوتری کوچک تشییع و یک کوره خاکستر کردن وجود دارد.

## بخش‌ها
هیتانیمی در زبان فنلاندی به معنای دماغه شن است. در واقع بخشی از گورستان هیتانیمی یک سنگپوز است و بخشی از آن داخل خلیج فنلاند پیشروی کرده‌است.
این گورستان یکی از جاذبه‌های گردشگری هلسینکی است، به ویژه در میان فنلاندی‌هایی که از قبور اقوام کشته شده در جنگ یا گورهای بسیاری از فنلاندی‌های معروف که از دهه ۱۸۲۰ در آنجا دفن شده‌اند، بازدید می‌کنند.
۴ گورستان دیگر نیز در بخش بزرگی از هیتانیمی واقع شده‌اند: گورستان یهودیان هلسینکی، گورستان اسلامی هلسینکی، قبرستان ارتدکس هلسینکی و گورستان کلیسای ارتدکس سنت نیکلاس.

## برخی از مشاهیر دفن‌شده
- کارل لودویگ انگل (۳ ژوئیهٔ ۱۷۷۸ – ۴ مه ۱۸۴۰) معمار آلمانی
- یانیس روزینتالز (۱۸ مارس ۱۸۶۶ – ۲۶ دسامبر ۱۹۱۶)، نقاش پرتره و تصویرگر لتونیایی
- لاوری کریستیان رلاندر (۳۱ مهٔ ۱۸۸۳ – ۹ فوریه ۱۹۴۲) دومین رئیس‌جمهور فنلاند
- کارل گوستاو امیل مانرهیم (۴ ژوئن ۱۸۶۷ – ۲۷ ژانویه ۱۹۵۱) ششمین رئیس‌جمهور فنلاند
- کارلو یوهو استالبرگ (۲۸ ژانویهٔ ۱۸۶۵ – ۲۲ سپتامبر ۱۹۵۲) اولین رئیس‌جمهور فنلاند
- ریستو ریتی (۳ فوریهٔ ۱۸۸۹ – ۲۵ اکتبر ۱۹۵۶) پنجمین رئیس‌جمهور فنلاند
- یوهو کوستی پاسیکیوی (۲۷ نوامبر ۱۸۷۰ – ۱۴ دسامبر ۱۹۵۶) هفتمین رئیس‌جمهور فنلاند
- آنا الکساندرونا ویروبووا (۱۶ ژوئیه ۱۸۸۴ – ۲۰ ژوئیه ۱۹۶۴) ندیمه آلکساندرا فیودوروفنا همسر نیکُلای الکساندروویچ رومانوف آخرین تزار امپراتوری روسیه
- واینو تانر (۱۲ مارس ۱۸۸۱ – ۱۹ آوریل ۱۹۶۶) دهمین نخست‌وزیر فنلاند
- هوگو آلوار هنریک آلتو (۳ فوریهٔ ۱۸۹۸ – ۱۱ مهٔ ۱۹۷۶) معمار فنلاندی
- میکا تویمی والتاری (۱۹ سپتامبر ۱۹۰۸ – ۲۵ اوت ۱۹۷۹) نویسنده فنلاندی
- اورهو ککونن (۳ سپتامبر ۱۹۰۰ – ۳۱ اوت ۱۹۸۶) هشتمین رئیس‌جمهور فنلاند
- آروو یولپه (۲۷ اکتبر ۱۸۸۷ – ۲۸ ژانویه ۱۹۹۲) متخصص اطفال و نوزادان
- الیسا آلتو (۲۲ نوامبر ۱۹۲۲ – ۱۲ آوریل ۱۹۹۴) معمار فنلاندی
- پکا پاریکا (۲ مهٔ ۱۹۳۹ – ۲۱ مارس ۱۹۹۷) کارگردان فنلاندی
- مائونو کویویستو (۲۵ نوامبر ۱۹۲۳ – درگذشته ۱۲ مه ۲۰۱۷) نهمین رئیس‌جمهور فنلاند

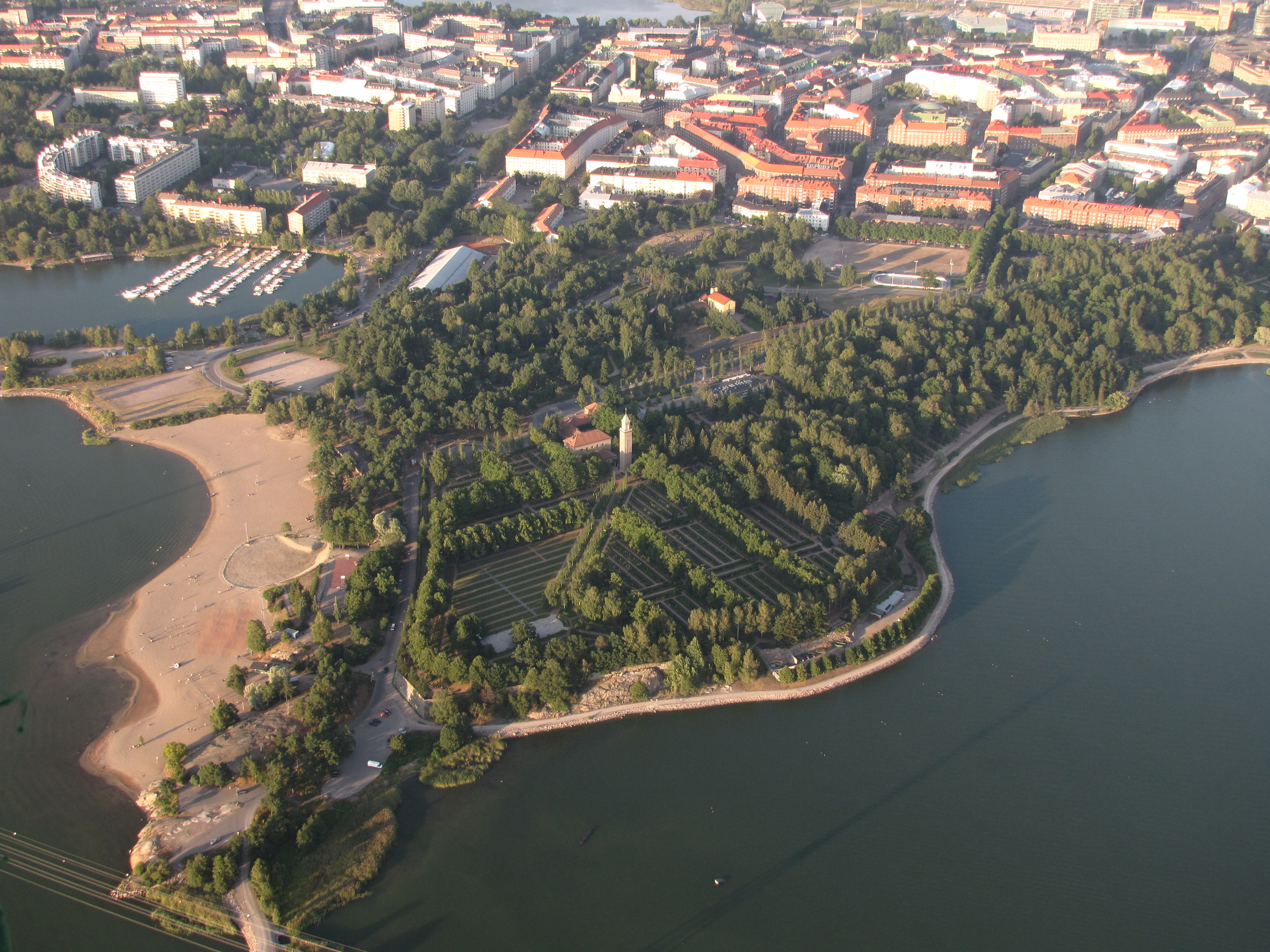
عکس هوایی با بالون. گورستان هیتانیمی و ساحل هیتانیمی مشخص است.

## نگارخانه

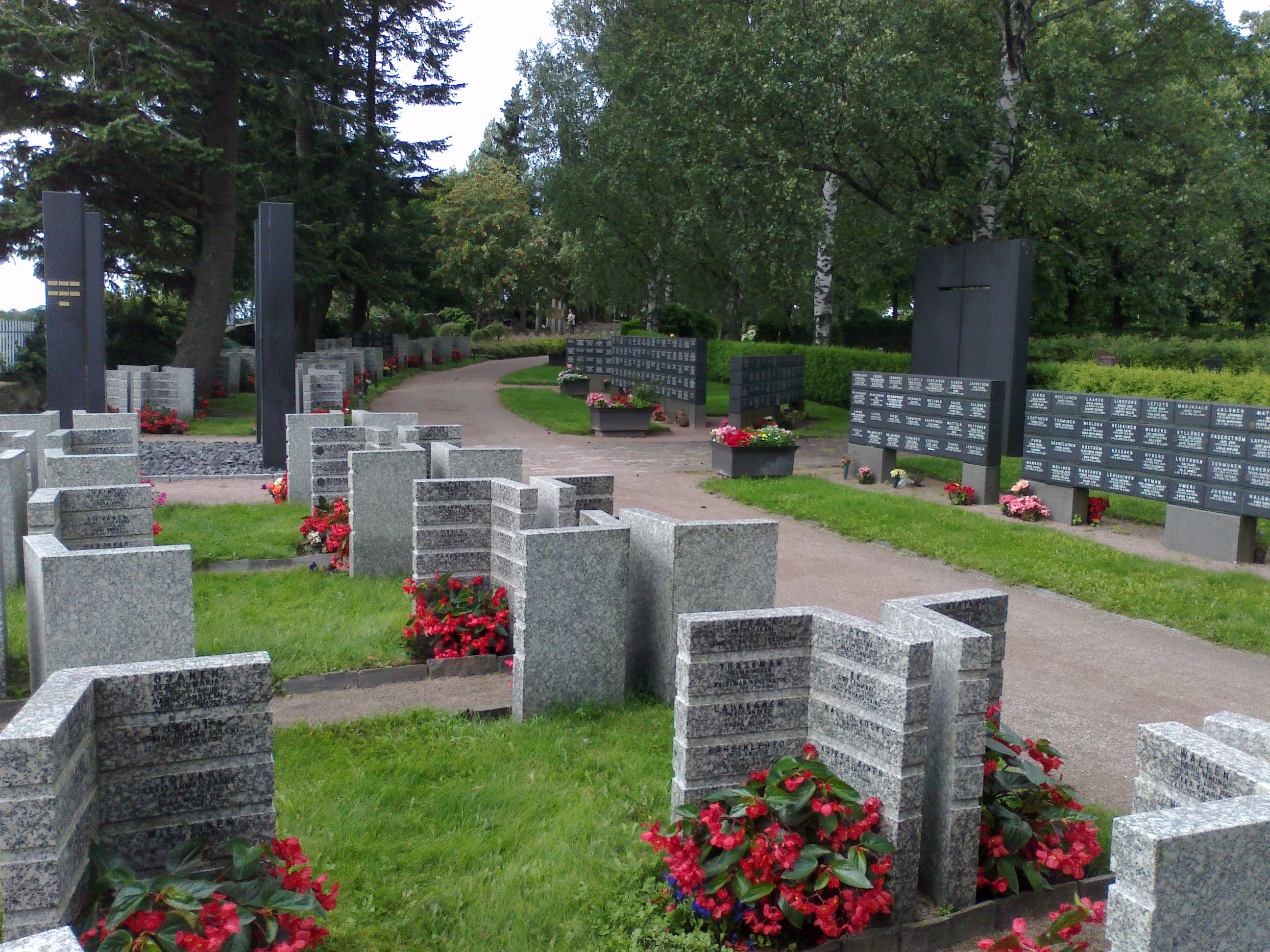
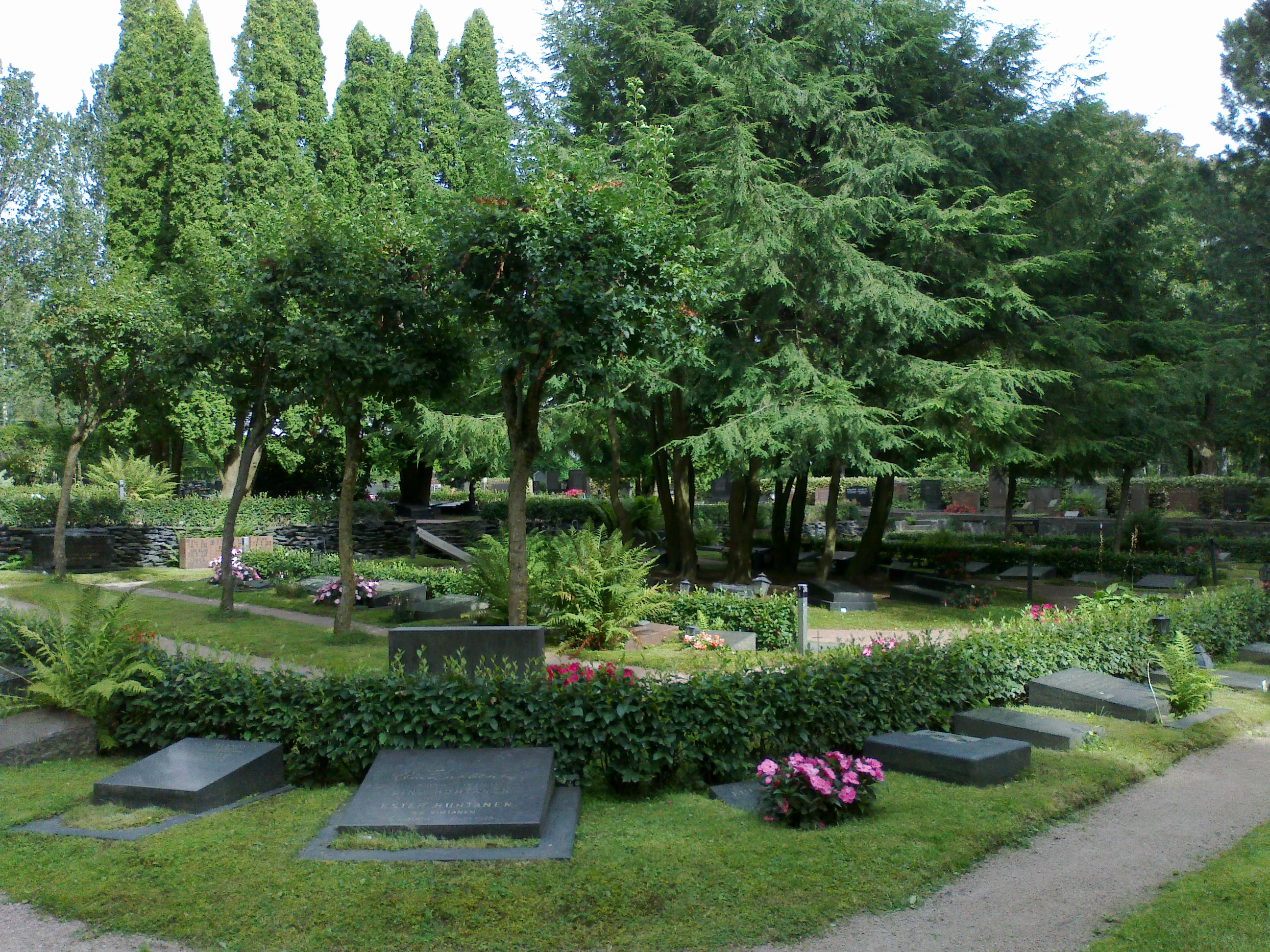
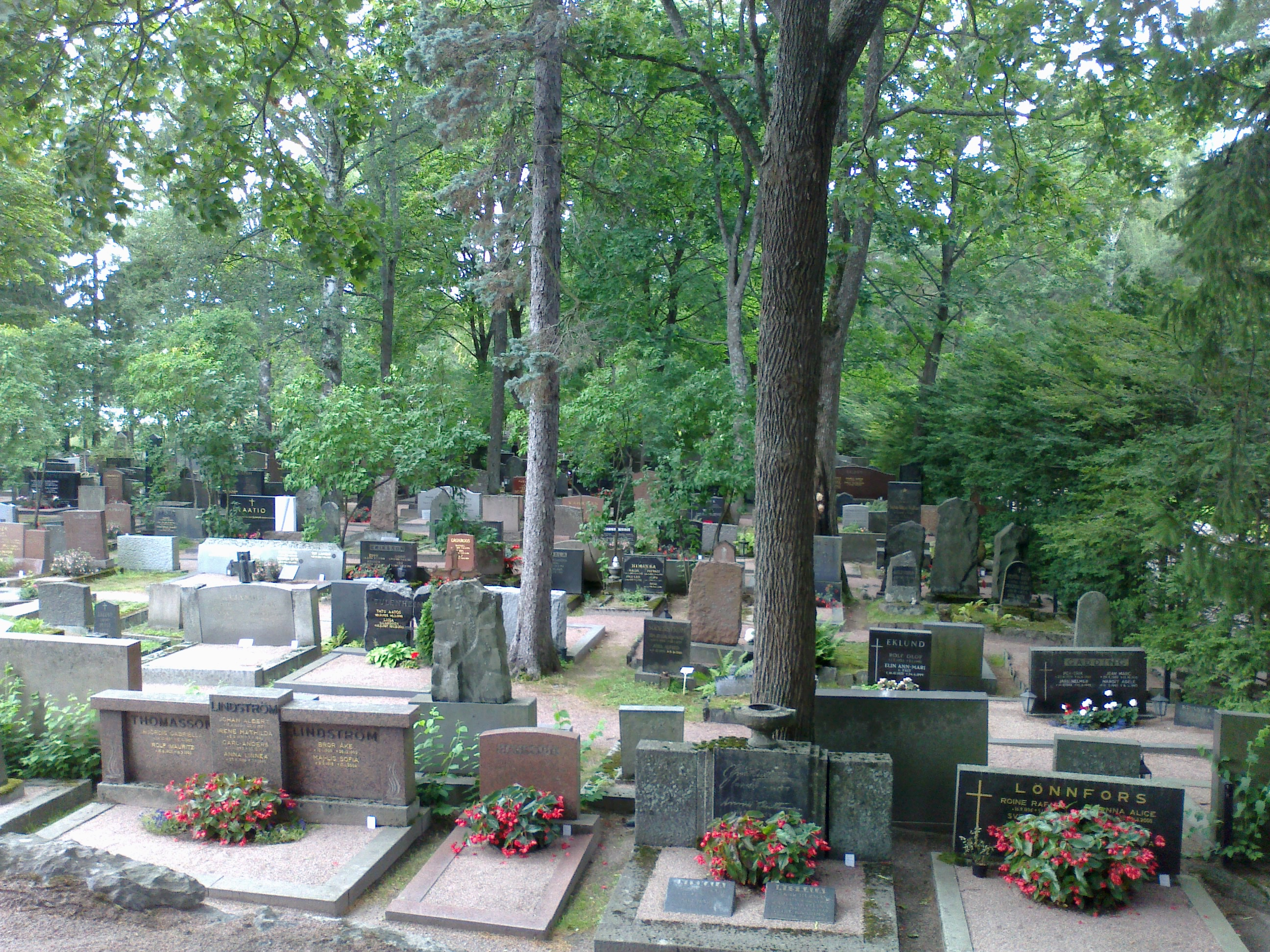
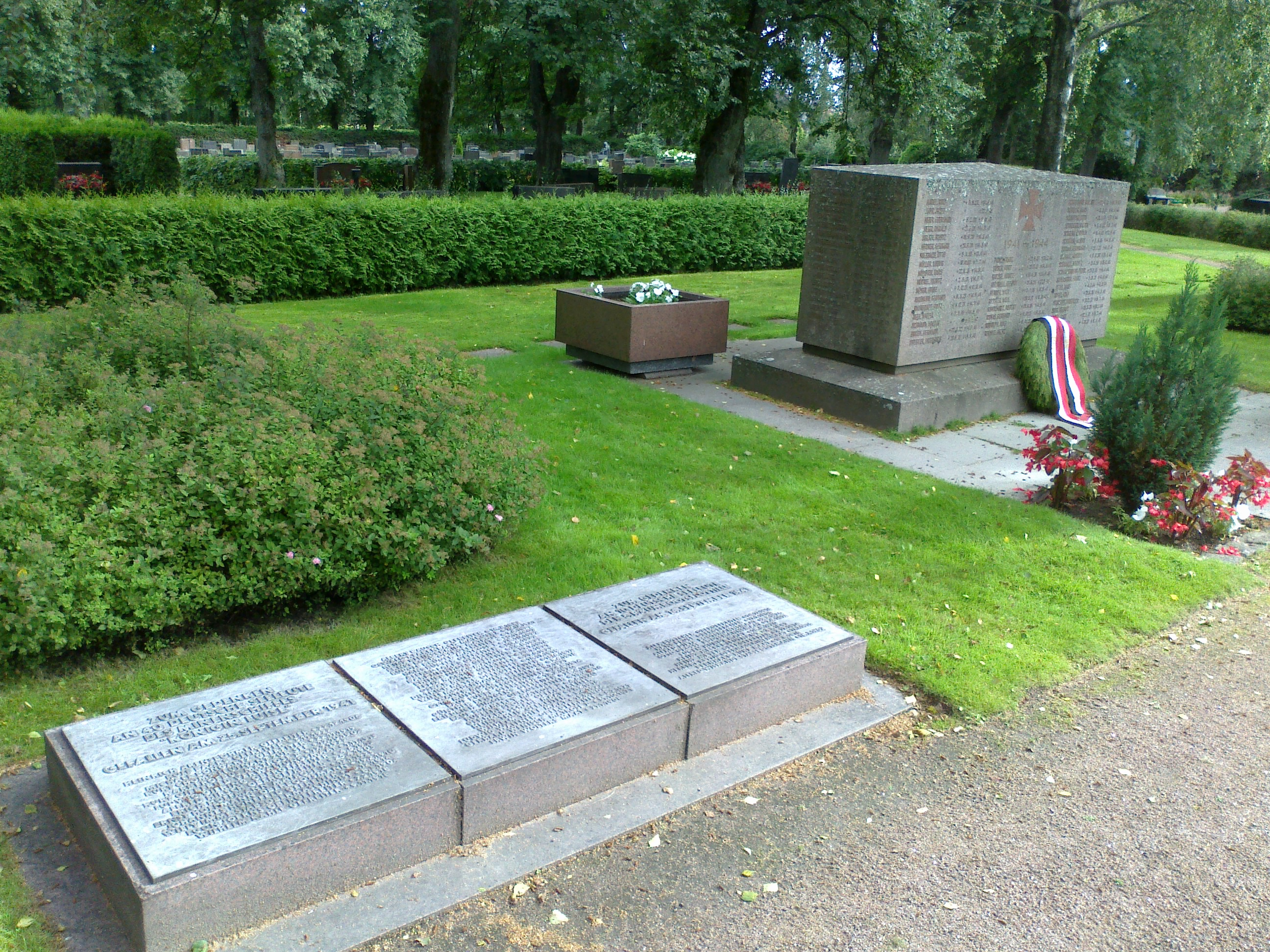
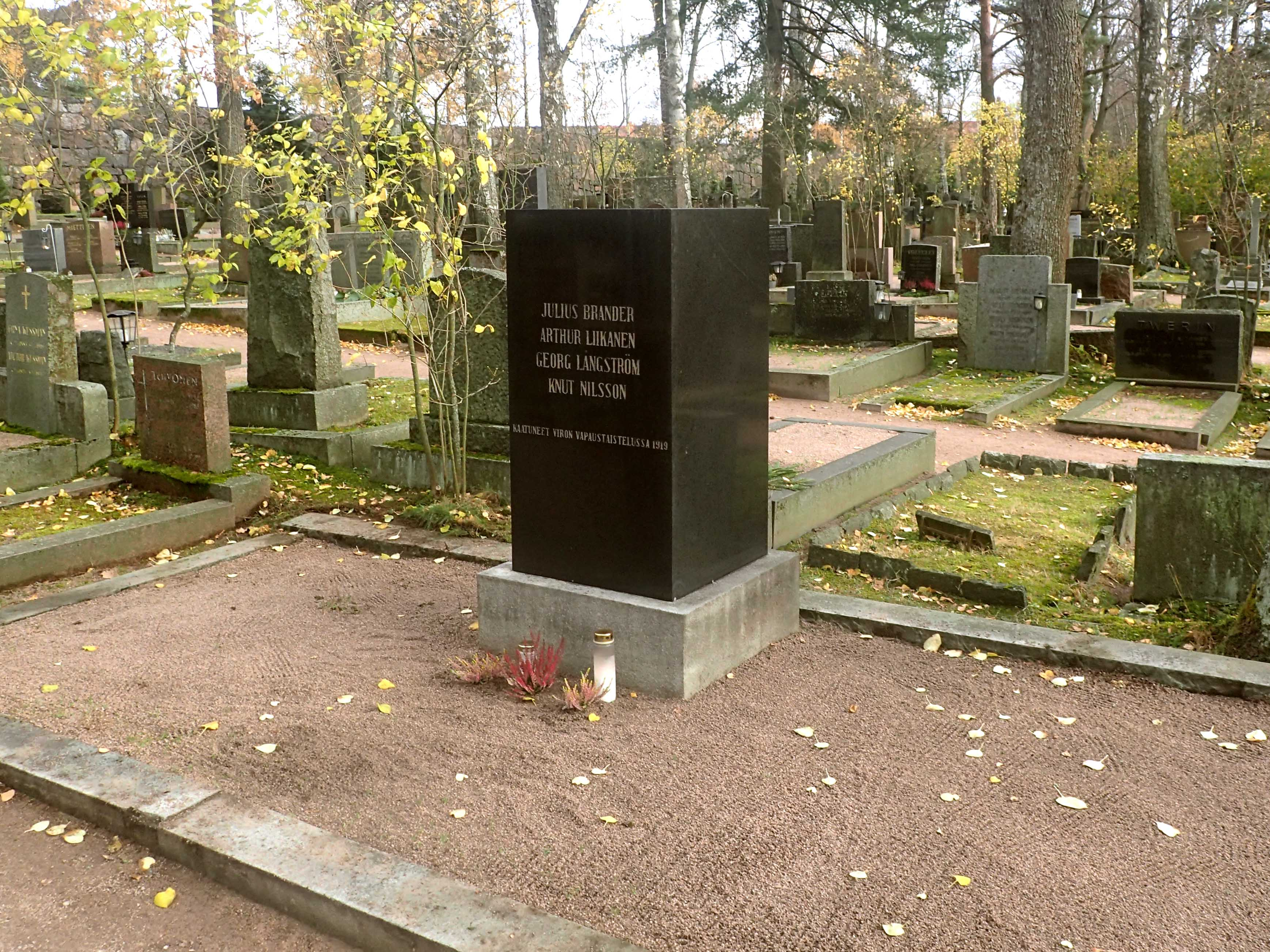
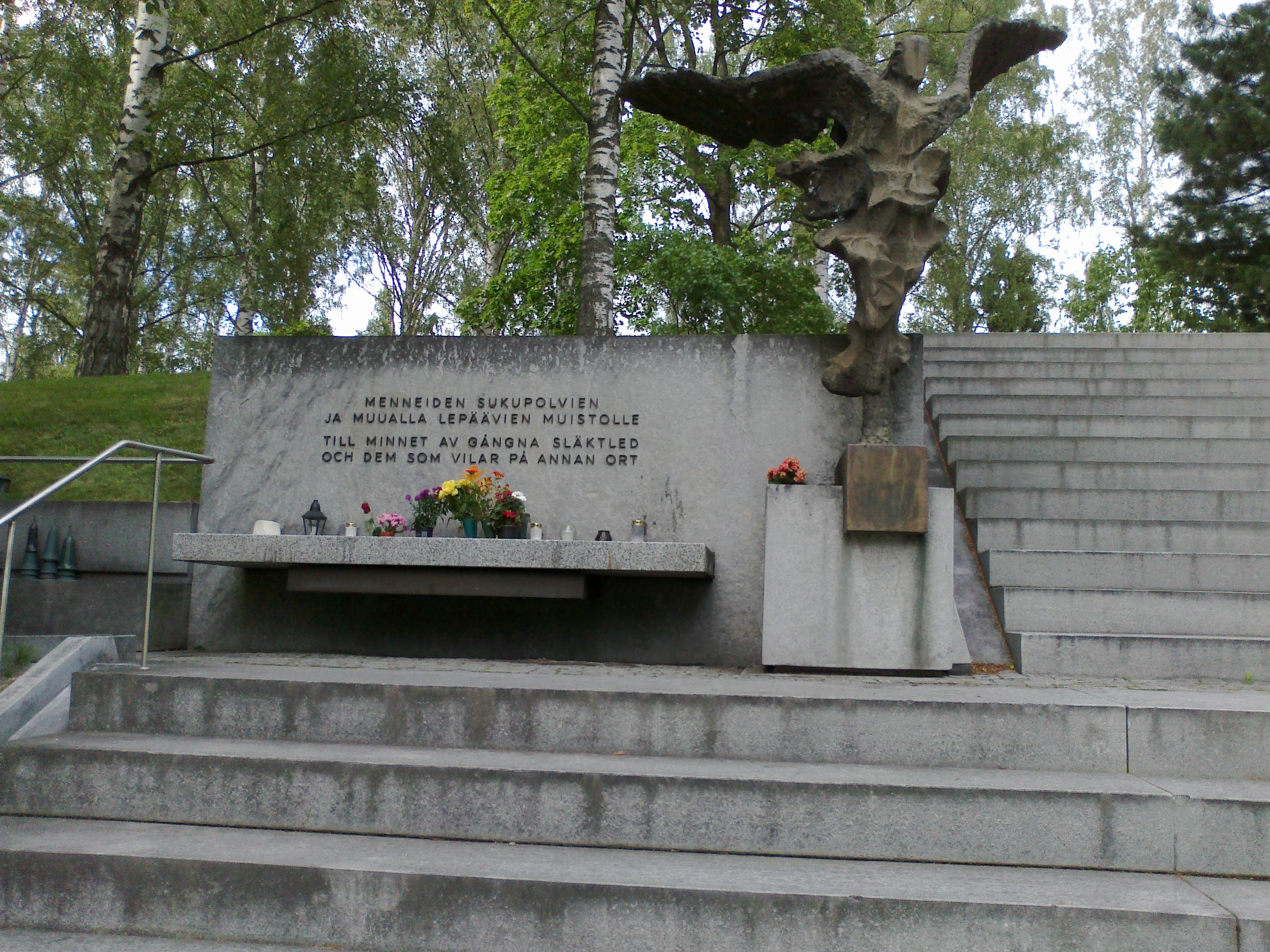
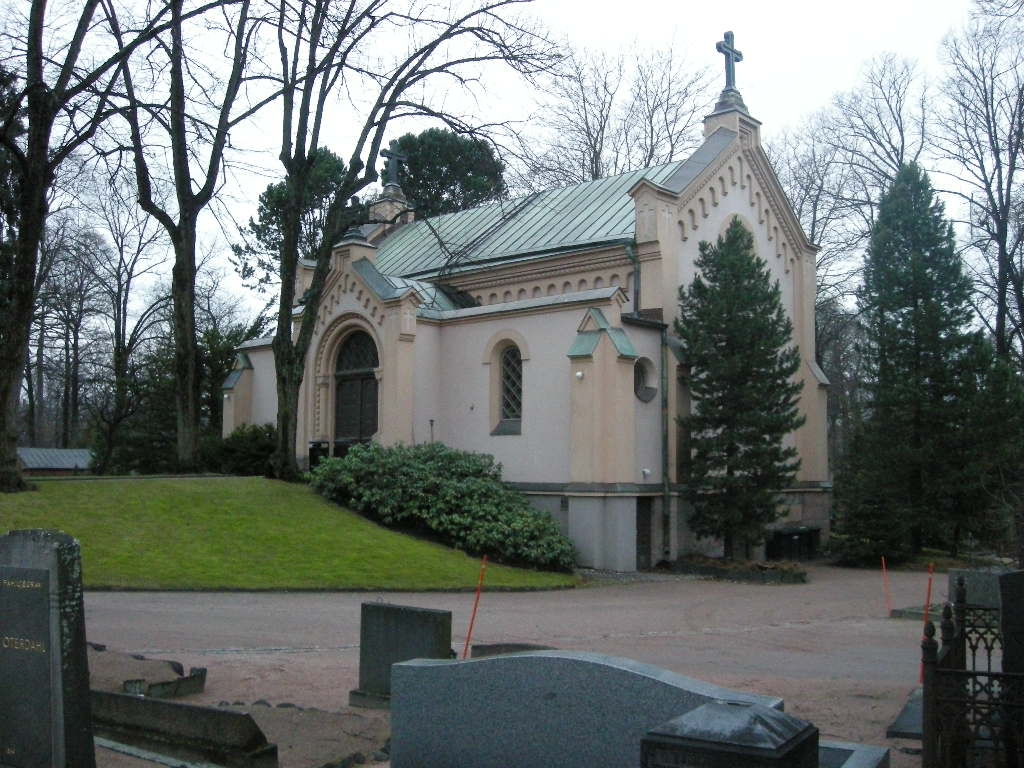
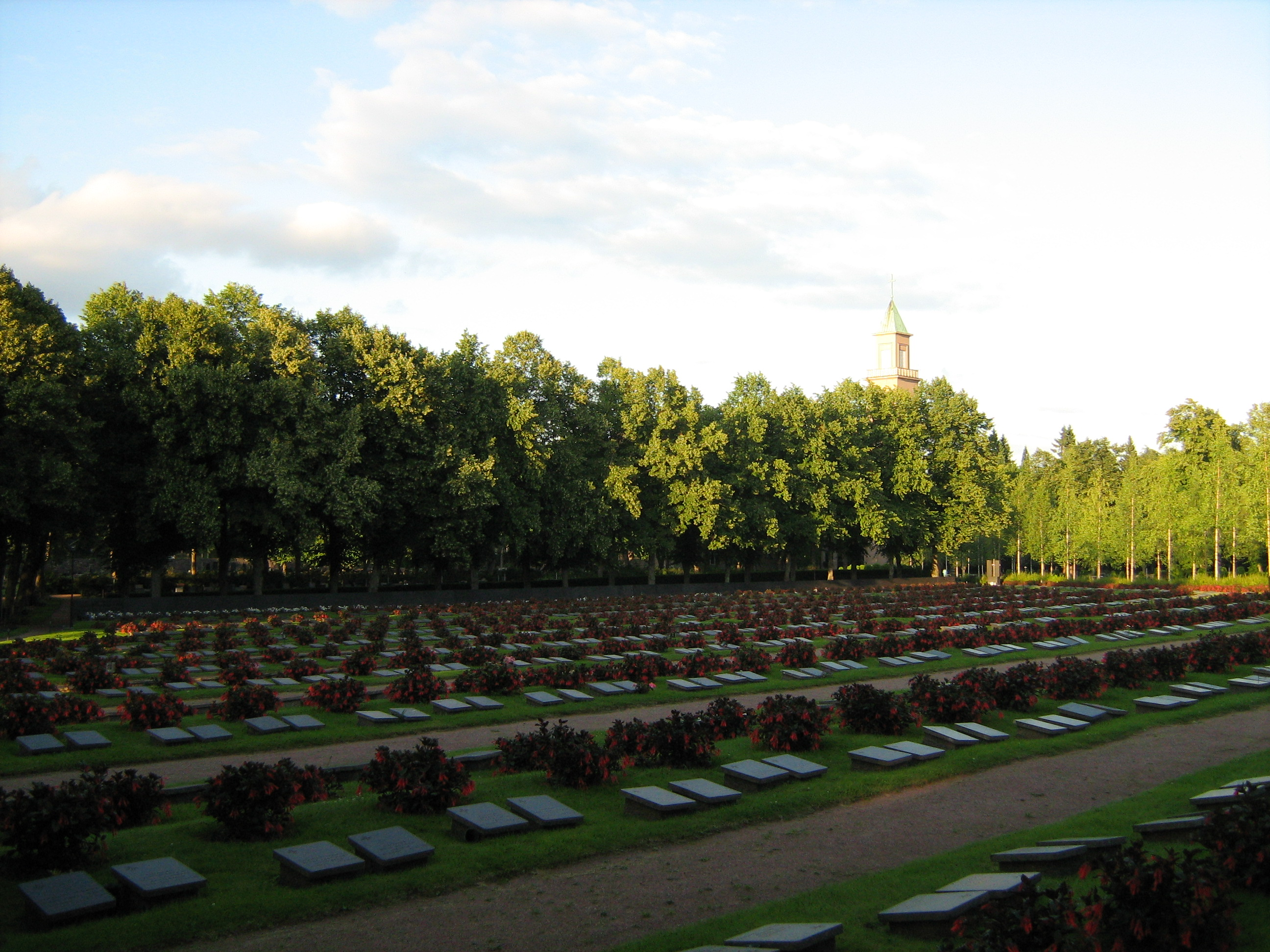
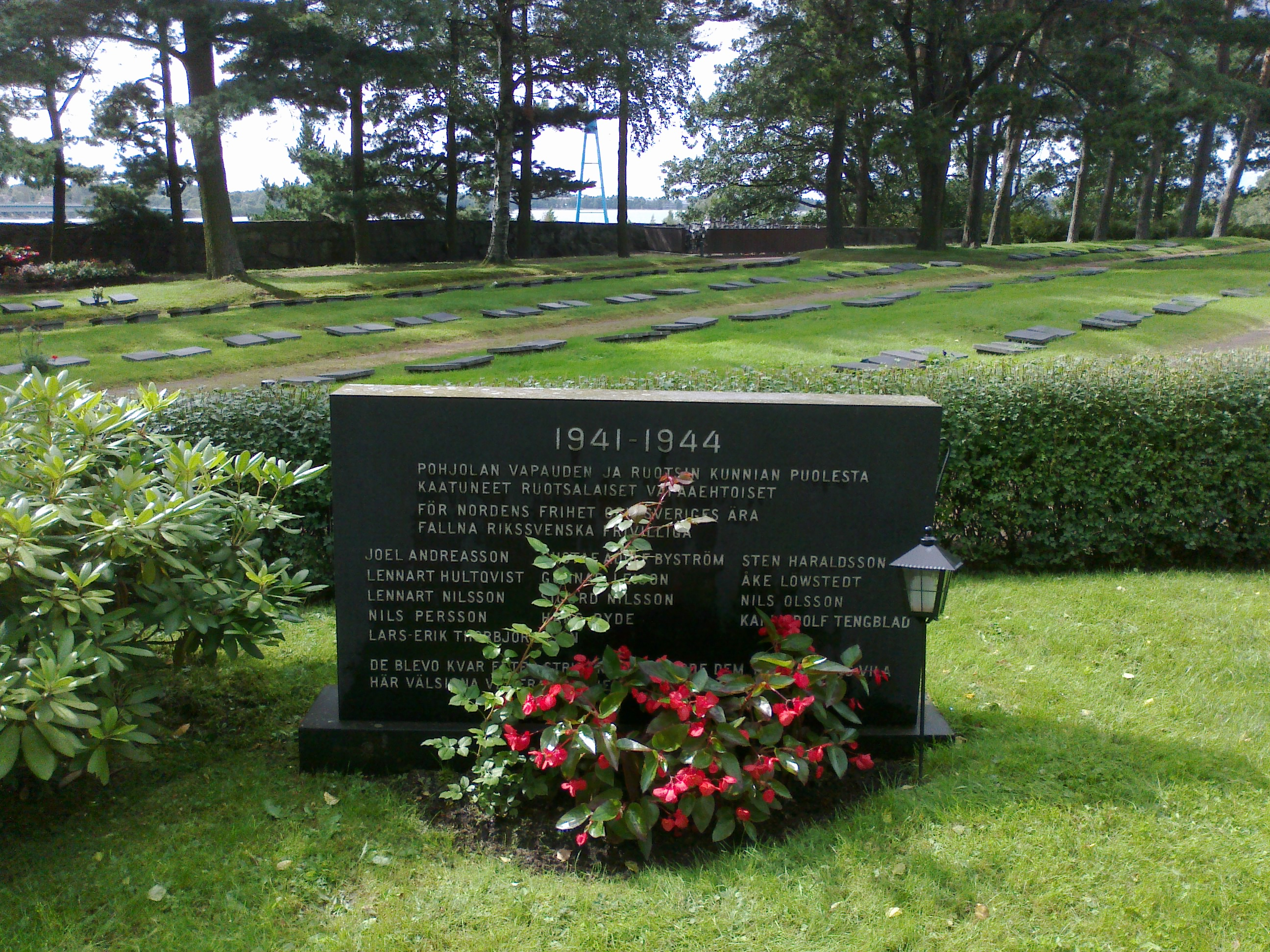
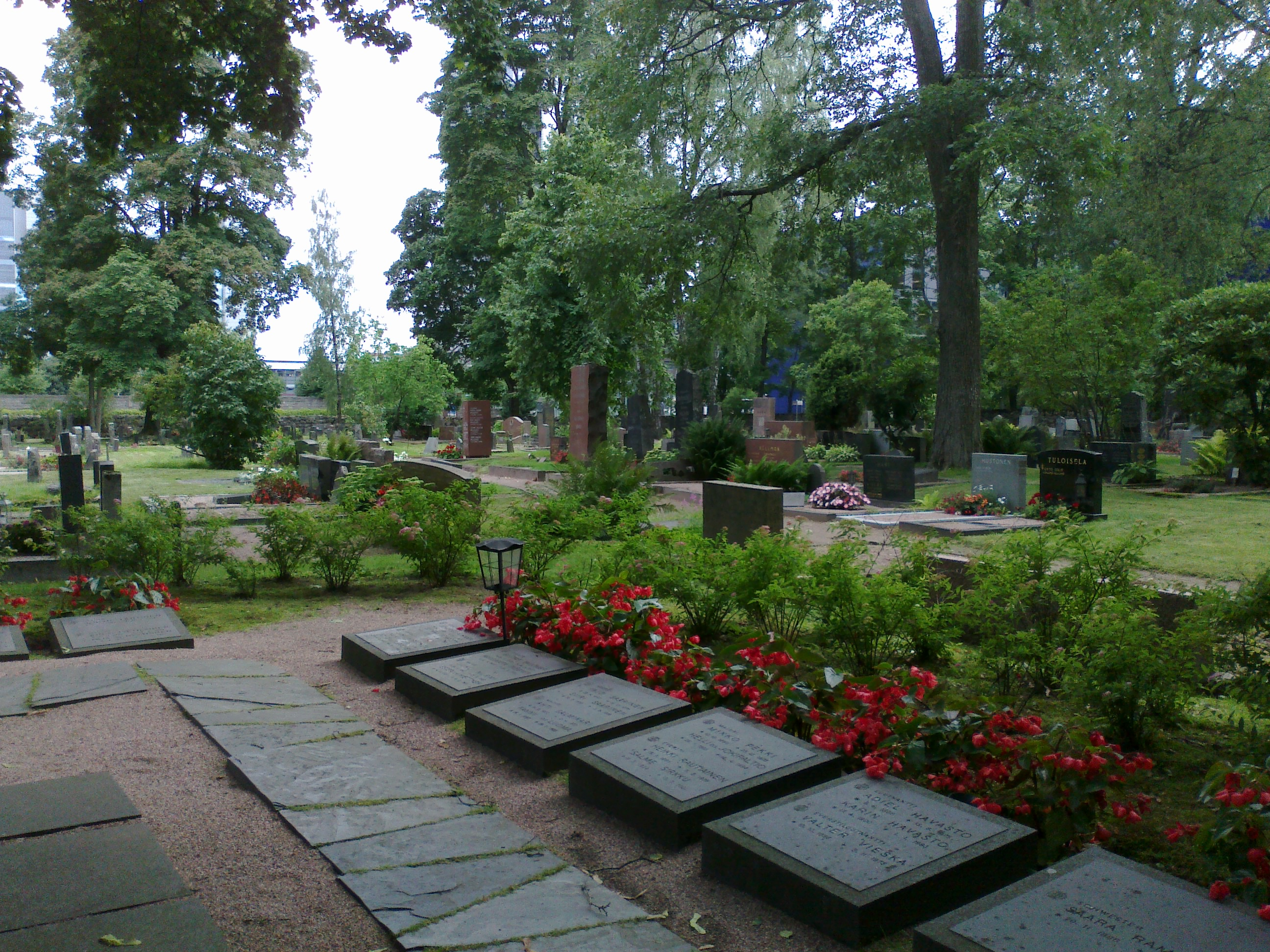